# Beheading The Liars
Beheading The Liars es el segundo trabajo discográfico de estudio de la banda de folk metal argentina Skiltron.  El disco fue grabado en La Nave de Oseberg Studios, Buenos Aires, Argentina, a mediados del año 2008; ya con la voz de su nuevo cantante Diego Valdez.

## Información
Grabado en "La Nave de Oserberg" Studios, Buenos Aires, Argentina entre enero y marzo de 2008.
- Productores: Emilio Souto y Juan José Fornés.

- Música y Letras: Emilio Souto (excepto "Calling Out" y "Fast and Wild", Música Juan José Fornés)

- Artes de Tapa: Diego Navarro y Martin Pena.

- Arte Interno y Sitio Web: Valgorth (www.hammerblaze.com)

- Mezcla y Masterización: Sebastián Manta.

## Músicos participantes

### The Clan
- Emilio Souto: Guitarras y coros.

- Juan José Fornés: Guitarras y coros.

- Matias Pena: Batería, percusión y coros.

- Fernando Marty: Bajo.

- Diego Valdez: Voz.

- Pablo Allen: Gaita.

- Diego Spinelli: Whistle.

### Invitados
- Alejandro Sganga: Violín en temas 2 & 4

- Nestor Ballesteros: Acordeón en temas 7 & 8

- Seoras Wallace: Intro Hablado en tema 1

- Jonne Järvelä: Voz en tema 4

- Kevin Ridley: Voz en tema 8

- Steve Ramsey: Solo de guitarra en tema 8

- Georgina Biddle: Violín en tema 8

- Patrick Lafforgue: Voz en tema 11

- Patrice Roques: Bouzouki y Mandolina en tema 11

## Lista de temas
- 01- Skiltron.(Official Video 2009)

- (Letra: Emilio Souto) (Música: Emilio Souto)

- 02- The Beheading.

- (Letra: Emilio Souto) (Música: Emilio Souto)

- 03- I'm What You've Done.

- (Letra: Emilio Souto) (Música: Emilio Souto)

- 04- Prying is Nothing.

- (Letra: Emilio Souto) (Música: Emilio Souto)

- 05- Calling Out.

- (Letra: Emilio Souto) (Música: Juan José Fornés)

- 06- The Vision of Blind Harry.

- (Letra: Emilio Souto, excepto en los versos primero y tercero tomado del libro "Blind Harry's Wallace") (Música: Emilio Souto)

- 07- Hate Dance. (Música: Emilio Souto)

- 08- Signs, Symbols and the Marks of Man. (Letra: Kevin Ridley) (Música: Emilio Souto)

- 09- Let the Spirit Be. (Letra: Emilio Souto) (Música: Emilio Souto)

- 10- Fast and Wild. (Letra: Emilio Souto) (Música: Juan José Fornés)

- 11- Crides (Calling Out · Occitan Version). (Letra: Emilio Souto / Traducido al Occitan por Patrice Roques) (Música: Emilio Souto)

- Datos: Q4880757